# Anadara sabinae
Anadara sabinae is een tweekleppigensoort uit de familie van de Arcidae. De wetenschappelijke naam van de soort is voor het eerst geldig gepubliceerd in 1889 door Morlet.